# Brycinus imberi
Brycinus imberi és una espècie de peix de la família dels alèstids i de l'ordre dels caraciformes.

## Morfologia
- Els mascles poden assolir 19,8 cm de longitud total[1] i 300 g de pes.[2][3]

## Alimentació
Menja insectes, peixets, matèria vegetal i crustacis.

## Depredadors
A Zimbàbue és depredat per Hydrocynus vittatus.

## Hàbitat
És un peix d'aigua dolça i de clima tropical (22 °C-26 °C).

## Distribució geogràfica
Es troba a Àfrica.